# Rhampholeon nchisiensis
Rhampholeon nchisiensis är en ödleart som beskrevs av  Arthur Loveridge 1953. Rhampholeon nchisiensis ingår i släktet Rhampholeon och familjen kameleonter. Inga underarter finns listade i Catalogue of Life.